# Catoxyethira hougardi
Catoxyethira hougardi är en nattsländeart som beskrevs av Francois-Marie Gibon 1985. Catoxyethira hougardi ingår i släktet Catoxyethira och familjen smånattsländor. Inga underarter finns listade i Catalogue of Life.